# Francis Lacassin
Francis Lacassin est un journaliste, éditeur, écrivain, scénariste et essayiste français, né le 18 novembre 1931 à Saint-Jean-de-Valériscle (Gard), mort le 12 août 2008 à Paris 16e.
Fondateur du Club des bandes dessinées, rédacteur en chef de Giff-Wiff, ayant dispensé le premier cours d'histoire de la bande dessinée à l'université Paris-I, il est de ceux qui ont popularisé le neuvième art en France dans les années soixante.

## Biographie
Francis Lacassin fait des études de droit et de lettres à Montpellier et écrit dans la presse régionale. En 1961, il s'associe avec Alain Resnais et Évelyne Sullerot pour fonder le Club des bandes dessinées, dont le bulletin Giff-Wiff vise à la reconnaissance de cette forme d'art. Les fondateurs sont Lacassin, Alain Dorémieux, Alain Resnais, Jean-Claude Forest et Chris Marker. Le groupe est bientôt rejoint par de nombreuses personnalités, comme Federico Fellini, Pierre Lazareff, Evelyne Sullerot, Jean Adhémar, René Goscinny, Raymond Queneau, Paul Winkler, Marcel Brion... En 1966, le CELEG compte plus de mille adhérents.
Grand amateur de cinéma, Lacassin collabore avec Georges Franju pour le film Judex. À partir de 1964, il collabore à la revue Bizarre, éditée par Jean-Jacques Pauvert. Il devient conseiller littéraire pour Éric Losfeld. Lacassin écrit sur les littératures fantastiques et policières dans Magazine Littéraire, collabore à L'Express et au Point. Il devient en 1971 conseiller littéraire de Christian Bourgois, aux Éditions René Julliard et pour la collection 10/18 jusqu'en 1990. Dans sa carrière d'éditeur, il cherche à découvrir des textes rares, oubliés ou non traduits en français, comme les œuvres intégrales de Jack London. En 1974, il écrit Mythologie du roman policier et Pour une contre-histoire du cinéma.
Il travaille pour le compte du service de la recherche de l'ORTF dans les années 1960 et tient le rôle de conseiller scientifique pour l'émission d'Antenne 2 Cinémalices en 1978-1979.
Il dispense à partir de 1971 le premier cours d'histoire de la bande dessinée à l'université Paris-I, qui plus tard est occupée par Bernard Trout et Gilles Ciment. La même année, Lacassin publie Pour un neuvième art : la bande dessinée.
Spécialiste des cultures populaires, il a notamment fait partie du petit groupe qui a offert à la bande dessinée sa reconnaissance, et il popularise la formule « 9e art » inventée par Claude Beylie.
Il réalise et préface les éditions de référence d'un grand nombre d'auteurs ou de séries, notamment aux Éditions Robert Laffont, dont il dirige une série d'éditions critiques dans la collection « Bouquins » depuis 1982 : Eugène Sue, Gustave Le Rouge, Maurice Leblanc, Lovecraft, Jack London, James Oliver Curwood, Léo Malet, etc. Pour d'autres éditeurs, il a édité des auteurs comme Jean-Louis Bouquet. Il préface Le Quai des brumes et À bord de L'Étoile Matutine de Pierre Mac Orlan. Dans le cadre de la collection 10/18, Lacassin préface plus de 250 ouvrages. Il est surnommé pour cette raison « l'homme aux mille préfaces »[réf. souhaitée].
En 1993, il est couronné du Grand prix de l'Imaginaire essai, pour son ouvrage Mythologie du fantastique.
Lacassin fait don de ses archives, 35 000 livres et 12 000 journaux et revues, à l'Institut Mémoires de l'édition contemporaine (I.M.E.C.) en 1997. En 2006, il publie le premier tome de ses mémoires : Sur les chemins qui marchent.
Francis Lacassin meurt à l’âge de 76 ans le 12 août 2008 des suites d'une opération à l'hôpital Georges-Bizet, dans le 16e arrondissement de Paris,. Il est inhumé à Alès (Gard).

## Quelques ouvrages
- Tarzan ou le Chevalier crispé, 10/18. L'ouvrage comprend en annexe un lexique de la langue grand-singe.
- Pour un neuvième art : la bande dessinée, Union Générale d'Éditions, 10/18, 1971. Réédité chez Slatkine en 1982.
- Pour une contre-histoire du cinéma, Union Générale d'Éditions, 10/18, 1972.
- Pierre Mac Orlan et le Cinéma, Textes réunis sous sa direction, éditeur Maison de la Culture André-Malraux (Reims) / Les Amis de Pierre Mac Orlan, 1979-1982, 34 pages.
- Sous le masque de Léo Malet : Nestor Burma, Encrage, 1991.
- À la recherche de l'empire caché : mythologie du roman populaire, Paris, Julliard, 1991, 366 p. (ISBN 2-260-00688-4).
- Mythologie du fantastique, éd. du Rocher, 1991 Grand prix de l'Imaginaire Essai 1993.
- Louis Feuillade, Anthologie du cinéma, 1966.
- Mythologie du roman policier (Nouvelle édition augmentée et mise à jour), Paris, 1993,   C. Bourgois, lire en ligne sur Gallica
- Alfred Machin : de la jungle à l'écran, Paris, Dreamland, 2001, 223 p.
- À la recherche de Jean Durand, AFRHC, 2004.
- Francis Lacassin et Patrice Gauthier, Louis Feuillade : Maître du cinéma populaire, Paris, Éditions Gallimard, coll. « Découvertes Gallimard / Arts » (no 486), 2 mars 2006, 128 p. (ISBN 2-07-031926-1).
- Francis Lacassin, Mémoires : sur les chemins qui marchent, Monaco, Éditions du Rocher, 2006, 354 p. (ISBN 2-268-05989-8).

## Filmographie
- 1963 : Judex de Georges Franju (adaptation et dialogues)
- 1968 et 1971 : Le Tribunal de l'impossible (série télévisée)
  - Les Rencontres du Trianon ou La dernière rose (1968) (scénario)
  - Le Voleur de cerveau (1971) (scénario)
- 1988 et 1989  : Les Enquêtes du commissaire Maigret  (série télévisée)
  - Maigret et le témoignage de l'enfant de chœur (1988) (écrivain)
  - Tempête sur la manche (1989) (scénario)
- 1989 : Le Retour d'Arsène Lupin – épisode : Le médaillon du Pape (série télévisée) (écrivain)
- 1997 : Un siècle d'écrivains - sur – Georges Simenon  (série télévisée documentaire)